# Xi Luozhuoma
Xi Luozhuoma (chiń. 西洛卓玛; ur. 24 października 1987) – chińska zapaśniczka, mistrzyni świata.
Startuje w kategorii do 67 kg. Największym jej sukcesem jest złoty medal mistrzostw świata w 2011 roku w Stambule. Druga na igrzyskach azjatyckich w 2014. Brąz w 2012. Złota medalistka mistrzostw Azji w 2013 i 2015. Trzecia w Pucharze Świata w 2014 roku.